# Jon Lester
Jonathan Tyler Lester (ur. 7 stycznia 1984 w Tacoma) – amerykański baseballista występujący na pozycji miotacza w Chicago Cubs.

## Przebieg kariery
Lester został wybrany w 2002 roku w drugiej rundzie draftu przez Boston Red Sox i początkowo występował w klubach farmerskich tego zespołu, między innymi w Pawtucket Red Sox, reprezentującym poziom Triple-A. W Major League Baseball zadebiutował 10 czerwca 2006 w meczu przeciwko Texas Rangers. W 2007 wystąpił w czwartym meczu World Series, w których Red Sox pokonali Colorado Rockies 4–0.
19 czerwca 2008 w spotkaniu z Kansas City Royals rozegrał 18. w historii klubu no-hittera. W marcu 2008 podpisał nowy, pięcioletni z opcją przedłużenia o rok kontrakt wart 42 750 tysięcy dolarów. W 2011 i 2012 wystąpił w Meczu Gwiazd. W 2013 wystąpił w pierwszym i piątym meczu wygranych przez Red Sox World Series (2–0 W-L, 0,59 ERA, 15 SO).
31 lipca 2014 wraz z Jonnym Gomesem przeszedł do Oakland Athletics za Yoenisa Céspedesa. Dwa dni później zadebiutował w barwach nowego zespołu notując zwycięstwo.
W grudniu 2014 podpisał sześcioletni kontrakt wart 155 milionów dolarów z Chicago Cubs. 31 lipca 2016 w meczu przeciwko Seattle Mariners rozegranym na Wrigley Field, w drugiej połowie dwunastej zmiany został wystawiony jako pinch hitter i przy stanie 6–6 zaliczył dające zwycięstwo RBI (sacrifice bunt).
W National League Championship Series zaliczył dwa starty, w których rozegrał 13 zmian, notując zwycięstwo w meczu numer 5. Wraz z Javierem Báezem został wybrany najbardziej wartościowym zawodnikiem serii. Cubs pokonali Los Angeles Dodgers 4–2 i zdobyli pierwsze mistrzostwo National League od 1945 roku. W World Series zaliczył trzy występy (1–1 W-L), w tym jeden jako reliever w wygranym przez Cubs decydującym o tytule meczu numer 7 przeciwko Cleveland Indians.
1 sierpnia 2017 w meczu przeciwko Arizona Diamondbacks osiągnął pułap 2000 strikeoutów. W tym samym spotkaniu zdobył swojego pierwszego home runa w MLB.

## Nagrody i wyróżnienia
| Nagroda/wyróżnienie         | Lata                         | Źródło             |
| 5× All-Star                 | 2011, 2012, 2014, 2016, 2018 | [ 1 ]              |
| 3× zwycięzca w World Series | 2007, 2013, 2016             | [ 4 ] [ 7 ] [ 14 ] |
| NLCS MVP                    | 2016                         | [ 12 ]             |
| Babe Ruth Award             | 2016                         | [ 16 ]             |